# Ralph Penland
Ralph Morris Penland (Cincinnati, 15 februari 1953 – Los Angeles, 14 maart 2014) was een Amerikaanse jazzdrummer.

## Biografie
Penland studeerde aan het New England Conservatory in Boston en werkte begin jaren 1970 met Freddie Hubbard, aan wiens albums Keep Your Soul Together en High Energy hij meewerkte en in de bands van Charles Lloyd en Don Menza (met Cedar Walton en Tony Dumas). Tijdens deze periode speelde hij ook met Eddie Harris en Joe Henderson. In 1978 begeleidde hij de zangeres Nancy Wilson tijdens een Europese tournee, in 1987 Chet Baker. Hij bewees zich als een van de belangrijkste drummers in het jazzcircuit van Los Angeles. Tijdens de jaren 1980 volgden platensessies met de World Jazz Band Eternal Wind rond Charles Moore en Adam Rudolph en met Chet Baker (Sings and Plays from the Film Let's Get Lost, 1985), Buddy Montgomery (So Why Not?, met Ron Carter), verder met George Cables, Frank Strazzeri, Phil Ranelin, Charlie Rouse, Jimmy Rowles en Bunky Green (Feelin' the Pain). Hij was als muzikant te zien in Danny DeVitos filmkomedie Throw Momma from the Train! (1987) en de dokumentaire film Let's Get Lost over Chet Baker.
In Duitsland speelde hij in 1990 in een trio met Marc Copland, Dieter Ilg en Charles Lloyd. Hij leidde ook een eigen kwintet. Tijdens de jaren 1990 en 2000 werkte hij bovendien met Eddie Daniels, Hubert Laws, Andy Simpkins, Bob Cooper, Conte Candoli, Kirk Whalum, Bob Belden, Jack Sheldon, Cedar Walton, Joe Sample en Mike Melvoin. Op het gebied van de jazz was hij tussen 1973 en 2013 betrokken bij 100 opnamesessies. Hij doceerde ook aan het Pasadena City College.

## Overlijden
Ralph Penland overleed in maart 2014 op 61-jarige leeftijd.